# Путиловец (САУ)
САУ «Путиловец» — опытная советская САУ начала 1930-х годов.

## История создания
В 1932 году, когда полным ходом развернулись работы по созданию артиллерийского танка на базе Т-26, конструкторский коллектив завода «Красный Путиловец» предложил свой вариант проекта 76,2-мм самоходной установки. Проектирование САУ, получившей название «Путиловец», велось ведущим инженером В.И.Ульяновым под руководством Маханова. Артиллерийская часть проекта имела индекс А-39.
В отличие от недавно поданной на испытания СУ-1 проект «Путиловец» получил несколько выгодных отличий. Прежде всего, на САУ была установлена башня с круговым вращением, которая монтировалась на модернизированной подбашенной коробке на шариковой опоре морского типа. В качестве артиллерийской системы было выбрано орудие Л-5, которое создавалось по той же спецификации, что и ПС-3.
Новая восьмигранная башня арттанка была рассчитана на трёх человек: командира, наводчика и замкового. Последний также был механиком-водителем. Для посадки и высадка экипажа была предусмотрена двухстворчатая дверь в кормовом башенном бронелисте. На крыше башни находилась небольшая командирская башенка с двумя смотровыми щелями. Место командира машины, который управлял прибором установки дистанционных трубок шрапнелей, располагалось у кормового бронелиста, позади наводчика. Замковый находился справа от орудия и также должен был обслуживать пулемёт ДТ, установленный в лобовом бронелисте надстройки.
Орудие Л-5 имело раздельную наводку, поэтому маховик вертикальной наводки находился у замкового, а распоряжении наводчика, который располагался слева от орудия, имелся маховик горизонтального наведения, а также прицел раздельной наводки для стрельбы с закрытых позиций и телескопический прицел для стрельбы прямой наводкой. По расчётам КБ артиллерийская система А-39 должна была обеспечивать углы наведения орудия по вертикали от -7° до +43°. Расчётная дальность стрельбы составляла 11000 метров. Боекомплект, размещавшийся под полом поворотной платформы, состоял из 68 выстрелов и 1134 патронов (18 дисков).
Несмотря на явные преимущества по сравнению не только с СУ-1, но и с арттанком Т-26, оснащённым башней А-43 конструкции Н.Дыренкова, самоходная установка имела несколько крупных недостатков. Прежде всего, большая высота артиллерийской системы А-39 повлекла за собой высокую центровку, что отрицательно сказалась бы на ходовых качествах. Кроме того, такие узлы, как шариковая опора башни, механизм поворота, прибор установки шрапнельных трубок и приборы наблюдения были слишком дорогими в производстве и сложными при монтаже. И главное, орудие Л-5 так и осталось в виде проекта, поскольку предпочтение было отдано более совершенному варианту Л-7. Оценив все преимущества и недостатки комиссия УММ пришла к выводу, что постройка САУ нецелесообразна.